# Circuit d'Asmara
El Circuit d'Asmara fou una competició ciclista d'un dia que es disputà als voltants d'Asmara (Eritrea) entre el 2013 i 2017. La cursa formà part de l'UCI Africa Tour, amb una categoria 1.2.

## Palmarès
| Any       | Vencedor            | Segon             | Tercer       |
| --------- | ------------------- | ----------------- | ------------ |
| 2013      | Abdellah Ben Youcef | Daniel Teklay     | Nahom Desale |
| 2014-2015 | No disputat         |                   |              |
| 2016      | Yonas Fissahaye     | Aklilu Gebrehiwet | Dawit Haile  |
| 2017      | Mikiel Habtom       | Yohan Tesfay      | Meron Musie  |